# Maison du Bourreau
La Maison du bourreau est une maison située à Lamballe, en France.

## Généralités
La maison est située place du Martray à Lamballe-Armor (ancienne commune de Lamballe), dans le département des Côtes-d'Armor, en région Bretagne, en France.
L'étymologie du nom est trompeuse car à l'origine il s'agissait de la « maison des Bourceau », du nom des premiers occupants de la maison. Le nom est alors changé en « maison du bourreau » pour des raisons promotionnelles.

## Histoire
La maison est construite au XVe siècle ou XVIe siècle. Elle sert d'entrepôt dans le courant du XXe siècle. La façade sur la place est classée au titre des monuments historiques par arrêté du 22 novembre 1909 alors que la façade sur la rue ainsi que l'ensemble des toitures est classée par arrêté du 1er juin 1964.
Restaurée entre 1966 et 1972, elle abrite, entre 1972 et 2022, le Musée Mathurin-Méheut, consacré à l'artiste Mathurin Méheut (1882-1958), natif de la ville de la Lamballe.

## Description
La maison, une des plus anciennes de Lamballe, est une maison à colombage en bois coloré « sang de bœuf » s'élevant sur deux étages.